# Mannschaftsmeisterschaft in Judo 1948
Die Mannschaftsmeisterschaft 1948 ermittelte zum 1. Mal den Österreichischen Mannschaftsmeisters im Judo. Sie wurde vom Österreichischen Amateur Judo Verbandes ausgetragen. Sieger war zum 1. Mal der Vereinsgeschichte der JK Post.

## Tabelle
| Position | Mannschaft      | Punkte | Ort  | Quelle |
| -------- | --------------- | ------ | ---- | ------ |
| 1        | JK Post         | 7      | Wien | [ 5 ]  |
| 2        | Judoklub Wien 1 | 5      | Wien | [ 6 ]  |
| 3        | Judoklub Wien 2 | 4      | Wien | [ 6 ]  |
| 4        | JC Austria      | 4      | Wien | [ 6 ]  |
| 5        | Straßenbahn     | 0      | Wien | [ 6 ]  |

Stand: 2025-02-18

## Kader des österreichischen Meisters
| Name           | Mannschaft | Gewichtsklasse    | Quelle |
| -------------- | ---------- | ----------------- | ------ |
| Edmund Gabriel | JK Post    | Federgewicht      | [ 5 ]  |
| Erich Nicham   | JK Post    | Leichtgewicht     | [ 5 ]  |
| Alfred Voyta   | JK Post    | Mittelgewicht     | [ 5 ]  |
| Unbesetzt      | JK Post    | Halbschwergewicht | [ 6 ]  |
| Unbesetzt      | JK Post    | Schwergewicht     | [ 6 ]  |